# Schneider Rock
Der Schneider Rock ist eine isolierte Felsformation an der Bakutis-Küste des westantarktischen Marie-Byrd-Lands. Er liegt 5 km nördlich der Siglin Rocks auf der Westseite der Martin-Halbinsel.
Erste Luftaufnahmen der Formationen fertigte die United States Navy im Januar 1947 bei der Operation Highjump (1946–1947) an. Das Advisory Committee on Antarctic Names benannte ihn 1967 nach Leutnant R. P. Schneider von der US Navy, Koordinator für den Unterhalt des Flugfelds Williams Field nahe der McMurdo-Station während der Operation Deep Freeze des Jahres 1966.